# Sun Fengyan
Sun Fengyan (chinesisch 孫豐艷; * 3. April 1995) ist eine ehemalige chinesische Leichtathletin, die sich auf den Sprint spezialisiert hat. 2017 wurde sie mit der chinesischen 4-mal-100-Meter-Staffel in Bhubaneswar Vizeasienmeisterin.

## Sportliche Laufbahn
Sun Fengyan startete nur bei einer internationalen Meisterschaft, den Asienmeisterschaften in Bhubaneswar. Dort schied sie mit 25,23 s in der ersten Runde im 200-Meter-Lauf aus und gewann mit der chinesischen 4-mal-100-Meter-Staffel in 44,50 s gemeinsam mit Kong Lingwei, Lin Huijun und Feng Lulu die Silbermedaille hinter dem kasachischen Team. 2019 beendete sie dann ihre aktive sportliche Karriere im Alter von 24 Jahren.

## Persönliche Bestleistungen
- 100 Meter: 11,66 s (+0,7 m/s), 11. April 2017 in Zhengzhou
  - 60 Meter (Halle): 7,50 s, 21. März 2014 in Peking
- 200 Meter: 24,54 s (0,0 m/s), 12. Juli 2014 in Jinan